# Haptenchelys texis
Haptenchelys texis is een  straalvinnige vissensoort uit de familie van de kuilalen (Synaphobranchidae). De wetenschappelijke naam van de soort is voor het eerst geldig gepubliceerd in 1976 door Robins & Martin.